# Ralph Morgan
Ralph Morgan, född Raphael Kuhner Wuppermann den 6 juli 1883 i New York, död 11 juni 1956 i New York, var en amerikansk skådespelare. Han var bror till skådespelaren Frank Morgan.
Han var ordförande för fackföreningen Screen Actors Guild 1933 och 1938–1940.

## Filmografi
- 1933 – Kinesiska rummets hemlighet
- 1935 – En läkares samvete
- 1939 – Den suveräne tjuven
- 1943 – Jack London
- 1944 – Bedragaren
- 1947 – Melodin som gäckade skuggan
- 1948 – Sov, min älskling!